# Anna Melita
Anna Melita (Roma, 11 aprile 1952) è un'attrice italiana.

## Biografia
Attiva in un pugno di pellicole degli anni settanta, ottenne una discreta popolarità grazie ai ruoli nelle commedie e nei polizieschi. Ebbe il suo primo ruolo di rilievo nel film Paolo il caldo, nel quale recitò a fianco di Giancarlo Giannini. Negli anni successivi ebbe invece solamente ruoli di secondo piano. Lasciò il mondo del cinema nel 1978, dopo aver partecipato al film drammatico Figlio mio sono innocente, dopo soli sei anni di attività.

## Filmografia

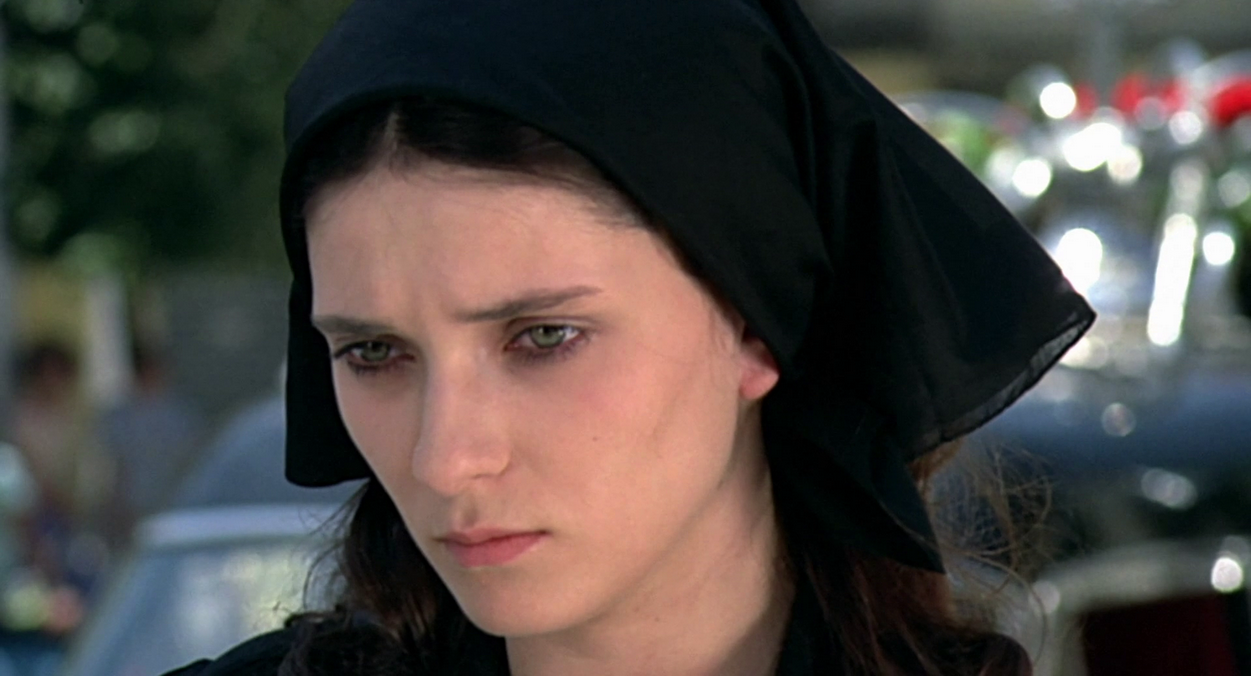
Anna Melita in La cameriera (1974)

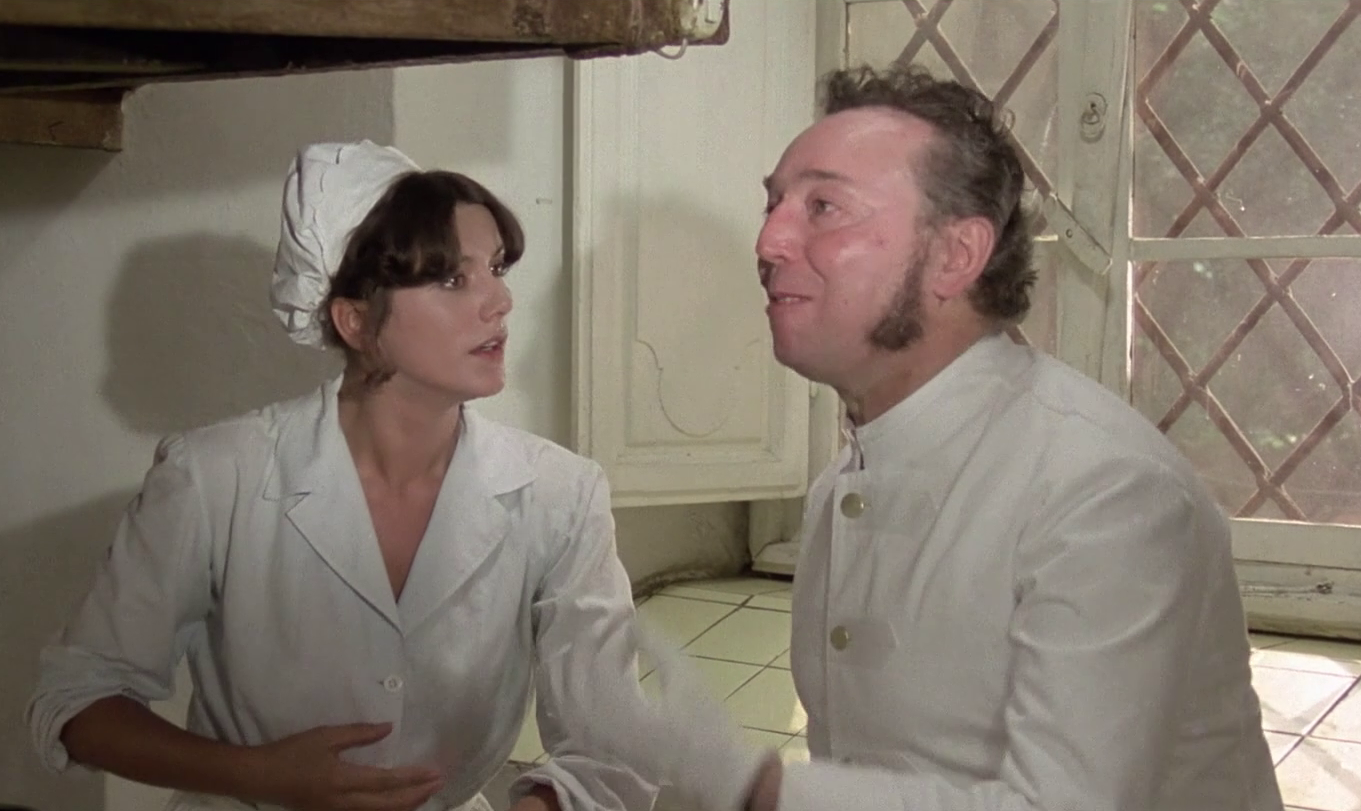
Anna Melita in Il vizio di famiglia (1975)

- I racconti romani di una ex novizia, regia di Pino Tosini (1972)
- Ettore lo fusto, regia di Enzo G. Castellari (1972)
- Paolo il caldo, regia di Marco Vicario (1973)
- La rivolta delle gladiatrici, regia di Steve Carver (1974)
- Tutto a posto e niente in ordine, regia di Lina Wertmuller (1974)
- La cameriera, regia di Roberto Bianchi Montero (1974)
- Prigione di donne, regia di Brunello Rondi (1974)
- Travolti da un insolito destino nell'azzurro mare d'agosto, regia di Lina Wertmüller (1974)
- Divina creatura, regia di Giuseppe Patroni Griffi (1975)
- Il vizio di famiglia, regia di Mariano Laurenti (1975)
- Squadra antiscippo, regia di Bruno Corbucci (1976)
- Classe mista, regia di Mariano Laurenti (1976)
- Il ginecologo della mutua, regia di Joe D'Amato (1977)
- La vergine, il toro e il capricorno, regia di Luciano Martino (1977)
- Casa privata per le SS, regia di Bruno Mattei (1977)
- I figli non si toccano!, regia di Nello Rossati (1978)
- Figlio mio sono innocente!, regia di Carlo Caiano (1978)